# Eptatretus carlhubbsi
Eptatretus carlhubbsi – gatunek bezszczękowca z rodziny śluzicowatych (Myxinidae).

## Zasięg występowania
Ocean Spokojny: okolice wyspy Guam, atolu Wake oraz Hawajów.

## Cechy morfologiczne
Jest największą znaną śluzicą, osiąga maksymalnie 116 cm długości.

## Biologia i ekologia
Występuje na głębokości 481–1574 m.